# Мещеки
Мещеки — деревня в Торопецком районе Тверской области. Входит в состав Речанского сельского поселения.

## География
Находится в западной части Тверской области на расстоянии приблизительно 23 км на восток-юго-восток по прямой от районного центра города Торопец.

## История
В 1877 году здесь (деревня Торопецкого уезда Псковской губернии) было учтено 5 дворов.

## Население
Численность населения: 38 человек (1877 год), 3 (русские 100 %) в 2002 году, 5 в 2010.